# Clytus monticola
Clytus monticola är en skalbaggsart som beskrevs av Charles Joseph Gahan 1906. Clytus monticola ingår i släktet Clytus och familjen långhorningar. Inga underarter finns listade i Catalogue of Life.